# 羽田空港地上衝突事故
羽田空港地上衝突事故（はねだくうこうちじょうしょうとつじこ）は、2024年（令和6年）1月2日、日本の東京都大田区に所在する東京国際空港（羽田空港）に離陸のため誤って滑走路上に進入していた海上保安庁（海保）の航空機と、着陸した日本航空（JAL）516便（エアバスA350-941）が滑走路上で衝突した航空事故。
JAL機には乗客367人と乗員12人の合わせて379人が搭乗していた。機体は衝突後に激しい火災を起こしたが、乗務員の誘導により約10分で搭乗者全員が脱出した。一方、海保機には6人が搭乗しており、衝突により機長以外の5人が死亡、機長が重傷を負った。
前日に能登半島地震が発生したばかりで、事故を引き起こした海保機がその地震の支援に向かう途中であったこと、年明け後2日連続の大惨事であったことから国内外に大きな衝撃を与えた。
日本国内における大型航空機の死亡事故としてはフェデックス・エクスプレス80便着陸失敗事故以来15年2ヶ月ぶり、日本航空が死亡事故に関わったのは日本航空123便墜落事故以来38年4か月ぶりである。また、旅客機の全損事故としては2015年のアシアナ航空162便着陸失敗事故以来、およそ8年9か月ぶりであった。

## 事故機

### 日本航空516便
- 使用機材：エアバスA350-941 機体が炎上した画像 機体が炎上した直後
- 機体記号：JA13XJ

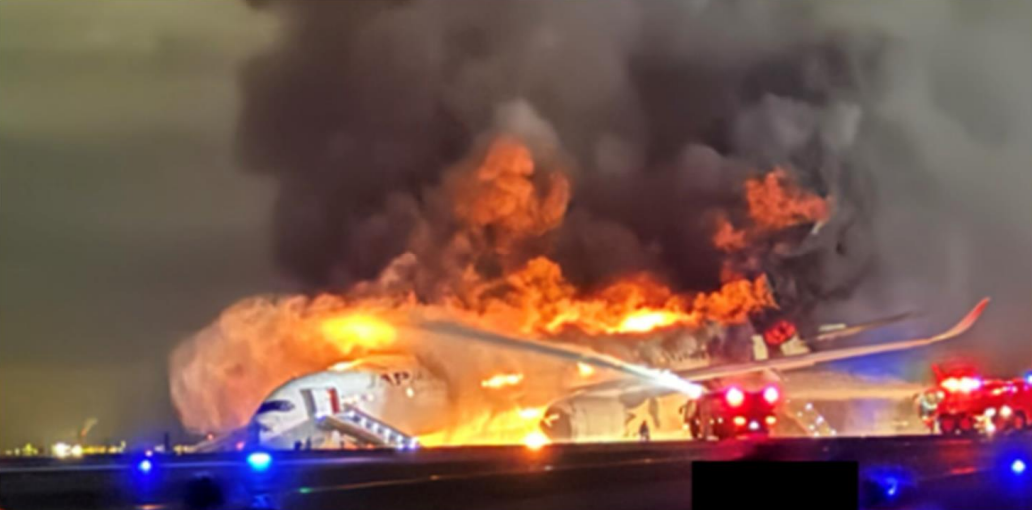
機体が炎上した画像

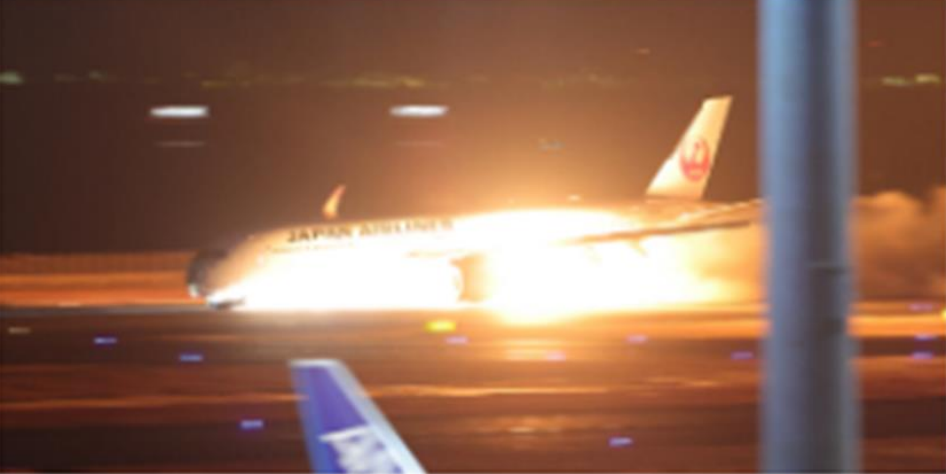
機体が炎上した直後

- フライトプラン：新千歳空港15時50分発 → 羽田空港17時35分着の定期便[4]
- 乗員：12人
- 乗客：367人（うち幼児8人[5]、車いす2人[6]）

この便は社内規定に基づく副操縦士の訓練を兼ねており、機長と副操縦士に加えてセーフティパイロットの副操縦士が乗務していた。
事故機のJA13XJは、日本航空 (JAL) にとって13機目のA350-900であり、2021年11月18日に運用を開始した。2024年1月19日付で、機体滅失を理由に登録抹消された。本事故はエアバスA350としては初めての機体全損事故であり、JAL所属の機体が関与した全損事故としては1985年8月12日のJAL123便墜落事故以来となる。

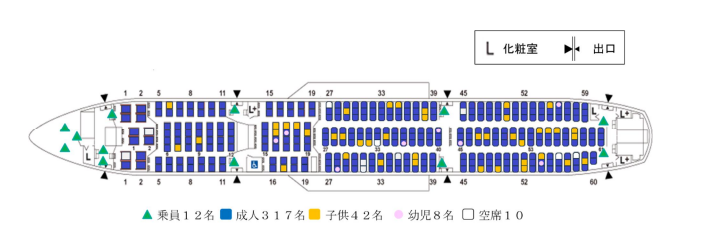
第1機体（JAL機）における事故当時の乗客の機内着席位置。後述する経過報告書より。

### 海上保安庁所属みずなぎ1号
- 使用機材：デ・ハビランド・カナダ DHC-8-Q300 (MA722)
- 機体記号：JA722A（第三管区海上保安本部羽田航空基地所属）
- フライトプラン：羽田航空基地16時45分発 → 新潟航空基地17時55分着
- 乗員：6人
  - 機長（39歳＝事故当時、以下同）、副機長（41歳）、整備士（47歳）、通信士（27歳）、探索レーダー士（39歳）、整備員（56歳）[9]

機長は総飛行時間3641時間のベテランで2017年2月に機長となってから1149時間余りの経験があった。前日（1月1日）には中国公船警戒のため別の機体で沖ノ鳥島周辺まで7時間の飛行を行っていたが、ある海保幹部は直前の勤務状況は過酷ではなく健康状態に問題はなかったとしている。
事故機のJA722A「みずなぎ1号」は、事故前24時間において、前日に発生した能登半島地震の対応のため2回飛行し、事故前に小松空港から羽田空港へ到着した。また、後日公表された事故調経過報告書では当初は別の機体（ガルフストリーム V）の運航予定を積載重量が大きい事故機への変更が行われている。
事故時は被災地向けの物資を中継場所となる新潟航空基地へ搬送する途上であった。当初の報道では「海上保安庁の固定翼機（MA722）」として言及されていた。
また、機種名として「ボンバルディアDHC8-300」とする報道機関もある。運輸安全委員会の発表資料では「ボンバルディア式DHC-8-315型」としている。
当機は2011年（平成23年）3月11日に発生した東北地方太平洋沖地震（東日本大震災）による津波で仙台空港にて被災し、修復されて約1年後の2012年（平成24年）3月29日に復帰した。仙台空港で被災した航空機では唯一復帰した機体であった。2024年4月9日付けで解役により登録抹消された。

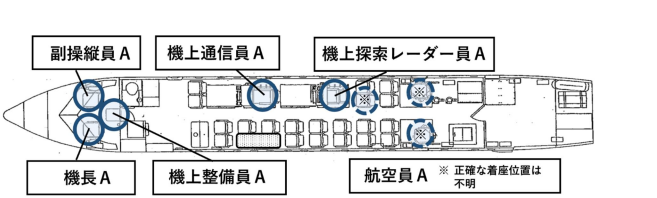
第2機体（みすなぎ1号）における事故当時の乗員着席位置。後述する経過報告書より。

なお、当機にはADS-Bは非搭載であった。

## 事故の経緯

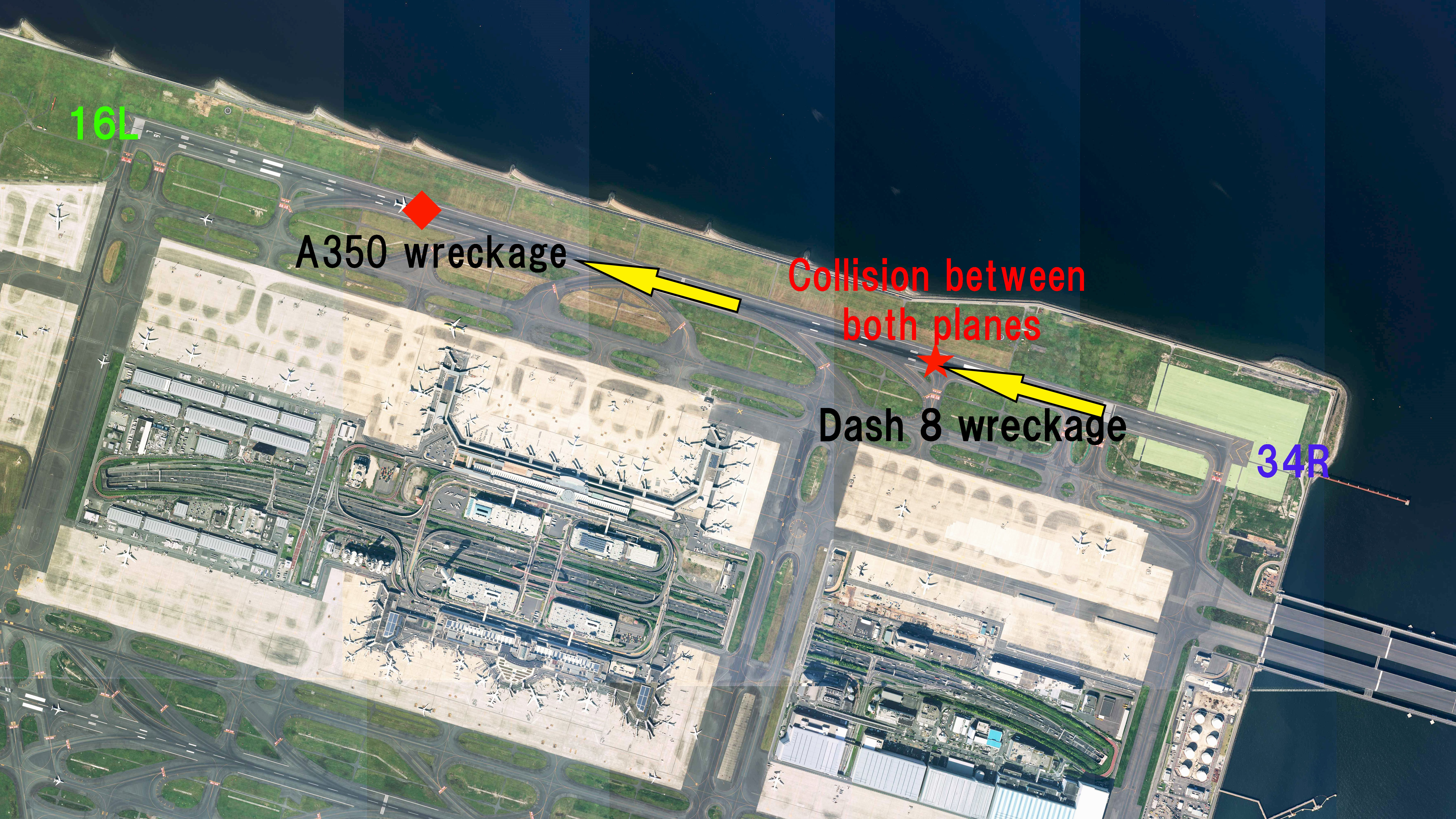
衝突時の位置を示した空中写真。。2017年5月30日撮影の14枚を合成作成。

事故機のJAL516便は、新千歳空港を定刻より10分遅れた16時に出発し、17時40分に羽田空港に到着する予定だった。17時30分時点での羽田空港では西風1.6メートル毎秒 (3.1 kn) が吹いており、17時54分時点での視程は30 kmだった。南下してきた516便は千葉県上空ウエイポイントCREAMで北西へ旋回してCACAOを経て、C滑走路に正対して東京湾上を降下していた。この後に秋田空港発羽田空港行きのJAL166便が続いていた。

### 進入
17時43分02秒に管制から羽田空港へ着陸進入中の516便に滑走路34R（C滑走路）への進入継続の指示ならびに風向風速と出発機の情報の伝達があり、同12秒に516便より復唱があった。
17時44分56秒に管制から516便に滑走路は着陸に支障ないことと風向風速の情報の伝達があり、45分01秒に516便より復唱があった。以後516便は着陸進入を継続した。
17時45分11秒に管制から、みずなぎ1号へ、C滑走路脇の停止位置C5への走行指示ならびに順序ナンバー１の伝達があり、同19秒にみずなぎ1号は指示内容を正しく復唱し、離陸順序を優先されたことに感謝の言葉があった。しかし、みずなぎ1号は滑走路手前まで走行するという指示に従わず、停止位置C5を越えて滑走路へ進入し、停止した。

### 衝突
みずなぎ1号が滑走路で停止して40秒程経過した17時47分ごろ、着陸許可を得ていた516便がC滑走路に着陸し、接地とほぼ同時に機首がみずなぎ1号の垂直尾翼にほぼ真後ろから激突した。みずなぎ1号の機長Aは脱出後に海上保安庁に「機体後部が突然爆発した」と報告しており、また516便の運航乗務員は調査において「着陸直前まで異常は感じなかったが、衝突の直前に何かが横切ったように見えた」と述べている。
衝突後、みずなぎ1号はその場で爆発炎上し、516便はエンジンより煙と炎を上げながら約1700メートル滑走して滑走路右側へ逸脱した。運航乗務員によれば、この間ブレーキや方向舵・ハンドル操作が効かず機体が滑っているような感覚だったという。乗客によれば、客室内では「腰が浮き上がる」ほどの衝撃と共に「ガシャーン」という衝突音が聞こえて照明が消え、1分ほど後に焦げ臭さと共に白い煙が充満し、また窓外に火災の様子が見えた。

### 脱出
滑走路脇に停止した516便の機体前方では、客室乗務員が運航乗務員に火災の発生を知らせるとともに脱出を進言して機長Bが脱出を指示し、機体後方では機内インターフォンが故障して操縦席との連絡ができなかったため客室乗務員の判断で脱出を決意した。
機内の乗客の中からは悲鳴や「早く出してください」「開ければいいじゃないですか」などの声も上がったが、多くの乗客はパニックになることもなく、落ち着いていた。衝突の影響でアナウンスシステムが故障したため、客室乗務員の肉声やメガホンで乗客を誘導し、衝突から約6分後に8箇所の非常脱出口のうち火災のため使用不能だった中間部の4箇所 (L2,L3,R2,R3) と後部右舷 (R4) を避けて前部両舷 (L1,R1) と後部左舷 (L4) の緊急脱出スライドを展開して脱出を開始した。また非常時チェックリストを終えた機長Bらが客室に入って機内を見廻り、残っていた数人の乗客を脱出させた。18時5分、最後に機長Bが非常脱出口L4から脱出し379人の搭乗者全員が生還した。C滑走路は全日本空輸 (ANA) 系列が発着する第2ターミナルに近いことから、乗客避難時にANAのグランドハンドリングのスタッフ約10人が駆け付け、乗客のケアなど臨機応変に対応した。なお、JAL機の受託手荷物に2件のペットが含まれていたが、いずれも救出できなかったと発表された（後述）。
一方のみずなぎ1号では、機長Aは咄嗟に伏せていたが負傷した。機長Aは機内が燃えているのを確認し、その他の乗組員5人に脱出を呼びかけながら自身も脱出したが、5人の姿はそこにはなかった。機長Aは外に出た後、羽田空港の基地に機体が爆発したことを告げて救助を呼び、自身は駆けつけたSRT職員に手当てを受け、救急車で病院まで搬送された。また安否不明となった他の搭乗員5人は、後に外部からの衝撃などの全身挫滅による死亡が確認された。

### 消火
事故直後、火災を確認した消防車100台以上が出動して炎上した両機の消火活動が開始され、このうちみずなぎ1号の火災は20時半頃に鎮火した。
JAL機は両エンジンと胴体下面が炎上していたが、やがて火勢が拡大し、機長が最後に降機してから5分後には火炎が胴体上面まで包み、機内にも延焼して激しく炎上した。消火活動にあたり、防火水槽からの給水では水が足りなくなることが懸念されたため、多数の水槽車が出動した。また、遠距離大量送水システム（スーパーポンパー）という海や河川などの自然水利を利用して1km以上離れた場所に送水する特殊車両を用い東京湾の海水を汲み上げて放水することで大量の消火用水を確保することができた。懸命な消火活動の結果、JAL機の火災は翌3日0時10分ごろにはほぼ消し止められ、2時15分に鎮火した。JAL機の機体は主翼を除く胴体部がほぼ全焼し、海保機も全焼した。
また、後日行われたJAL機の解体作業中に小規模の火災が発生したが、直ちに消火された。

### 記録
一連の事故発生の模様に関しては、羽田空港第2ターミナルに設置している定点カメラによって一部始終が撮影されており、日本放送協会 (NHK) や日本テレビ放送網などによって、世界各国の報道機関に即座に配信された。また羽田空港第2ターミナルには能登半島地震の取材のために東京・渋谷のNHK本部から現地に向かおうとしていたNHKメディア総局の取材班がおり、ターミナルビルから事故の状況を速報した。
- C滑走路脇に存置されたJAL機（JA13XJ）の残骸（2024年1月3日）
- 516便の残骸周辺の様子。写真最右部にも落下物のようなものが見受けられる。（2024年1月3日）
- 海保機の残骸とその周辺の様子（2024年1月3日）
- 516便の残骸撤収後の様子（2024年1月8日）
- 衝突位置周辺の残骸撤収後の様子（2024年1月8日）

## 事故原因

事故の発生時を示した図面

事故当日夜、みずなぎ1号の機長は海上保安庁に対し離陸の許可を得た上で滑走路に進入したと説明したが、事故翌日に公表された両機と管制塔との交信記録によれば、事故前に海上保安庁側に滑走路に入る直前の停止位置までの進行指示が発出され、海上保安庁側も復唱していたものの、滑走路への進入許可は発出されていなかった。JAL機は着陸に際して、みずなぎ1号を視認できておらず、みずなぎ1号が停止位置を誤ったか、「ナンバー1」というJAL機着陸後の離陸順の指示を離陸の許可を得たものと勘違いした可能性がある。一方、JAL機は17時43分に滑走路への進入指示を受けていた。その後、着陸許可も出された。
この事故の直接の原因は、みずなぎ1号が許可なく滑走路に進入したことだが、何故管制官の指示を誤解して進入したのか、また、516便の着陸が迫っていることに気付かなかったのか、何故管制官はみずなぎ1号が滑走路に誤って進入したことに気付かなかったのか、何故516便運航乗務員が滑走路上に他機が居ることを発見できなかったかも問われる。

### 経過報告
運輸安全委員会（航空部会）は令和6年（2024年）12月25日に経過報告を発表した。これによると当時の状況は以下の通りである。以下は時刻を HH:MM ないし HH:MM:SS の形式で表す。また、複数の管制官の表記（タワー東、グランド東、DF など）は経過報告書に沿う。

#### 背景
海上保安庁対策本部は各本部から新潟基地への支援物資輸送の打診をうけ、輸送任務にみずなぎ1号を充て貨物の積み込みが行われた。また、新潟への物資輸送後は小松基地に移動し、前日に小松基地に派遣された特殊救難基地特殊救難隊（SRT）隊員を乗せて羽田基地に帰投させることとして飛行計画が立案された。羽田帰投後の搭乗員の帰宅も考慮し、みずなぎ1号機長は行程を急ぎたいと考えていた。
出発準備に際してAPUの不具合が発覚し、新潟空港でエンジンを始動する電源車を手配したが、小松基地で電源車の手配ができるか不明確であり、調整のため離陸枠を16:45から17:25に変更した。準備が整い17:32にみずなぎ1号はスポットN957から地上走行を開始した。

#### みずなぎ1号乗務員の認識
機長は管制官（タワー東）との交信で "Runway 34R, line up and wait, you are No.1" （滑走路34Rに入って待機してください。あなたの離陸順位は1番です。）と指示されたと述べている。走行中に他の機が停止位置C1に向かっているのを確認した一方で、自機の目的は震災支援物資輸送であると伝えてあることから、管制官が事情を考慮して離陸を優先し誘導路C経由で滑走路R34に入る事を許可されたものと考えていた。機長は誘導路走行中に、滑走路進入を許可されてから実施するべき "Before Takeoff Checklist" (離陸前点検）の実施を副操縦員に指示した。
17:46:13 みずなぎ1号は停止位置C5を越えて滑走路R34に進入した。
17:46:24 みずなぎ1号に通信が入り、小松基地で電源車の手配ができないと連絡があった。この通信に重ねて機長は別回線で管制官より "Runway 34R, cleared for take-off"（滑走路34R、離陸支障ありません）と離陸を許可されたと記憶しているという。
また、機長が事故後に機体から脱出して三管本部主任運用官に連絡を取った際に「機体が爆発した。滑走路34Rに Line up and wait し、Cleared for take-off がきて、エンジンの出力を上げたところで爆発した」と報告している。

#### みずなぎ1号のCVR
別添資料によればみずなぎ1号のCVRに記録されていた会話は以下の通り（抜粋）
- 17:45:14 管制官（タワー東）: "JA722A, Tokyo TWR, good evening. No.1, taxi to holding point C5"
- 17:45:18 副操縦員："To holding point C5, JA722A. No.1, Thank you"
- 17:45:21 機長：「No.1」
- 17:45:22 機長：「C5」
- 17:45:23 機長：「問題なしね」
- 17:45:24 副操縦員：「はい、問題なしでーす」
- 17:45:25 機長：「はい、じゃあ、Before Takeoff Checklist」
- 17:45:30頃、副操縦員はBefore Takeoff Checklist (離陸前点検）を開始
- 以後は管制官との交信はない。

以上によれば管制官から停止位置C5までの走行と停止が指示されみずなぎ1号は正しく指示を復唱しているが、滑走路への進入許可・離陸許可は記録されていない。しかし、みずなぎ1号の搭乗員は離陸前点検を行って離陸に向けて準備を行ない、そのまま停止位置C5を越えて滑走路に進入した。なお、管制官が停止位置C5までの走行を指示した通信を副操縦員と機長の両者が聞いていたが、いずれも滑走路に進入することについて疑問を抱かなかった。

#### 管制官の状況
管制官（タワー東）は当日正午からの勤務で15時過ぎから3担当業務（タワー西､東､南）を担当後休憩を挟んで17時20分頃からタワー東で業務に就いていた。就業後タワー東はC滑走路34R離陸機ヘの誘導路C走行運用が通常と違うD滑走路05離陸機輻輳となっていて誘導路が混雑していることに気付いた。タワー東は17時42分頃、みずなぎ1号を視認し捜索救難のような優先扱い機で無く、物資輸送任務での飛行計画であることを事前に把握していた。タワー東はみずなぎ1号の出発順を決めかねていたところで羽田ターミナル管制、羽田出域調整担当管制官（DF）からターボプロップ機で他のジェット機より後続間隔が必要なみずなぎ1号の出発順に関する問い合わせがあり、誘導路Cの混雑でみずなぎ1号のタワー東への管制引き渡しが何時になるか分からない旨返答し、DFからはみずなぎ1号の後続出発機は管制間隔を空けるため離陸タイミングが遅れる可能性があるとタワー東は聞いていた。
17:43:02 東京ターミナル管制からタワー東へJAL516便が管制引き渡しされ、タワー東はJAL516便の着陸後に誘導路Cを走行していた離陸他機を離陸させる意図でJAL516便に進入継続及び風向風速、出発離陸他機の存在を通知、JAL516便は進入継続を復唱返信した。
17:43:26 グラウンド東からタワー東へ離陸他機が管制引き渡しされ、タワー東は離陸他機に対し滑走路手前の誘導路C1停止位置まで走行許可し、離陸他機は誘導路C1停止位置待機を復唱されたが、離陸他機の走行速度が誘導路C混雑で想定より遅く、タワー東はJAL516便着陸のあと離陸他機を離陸させることとした。その後、タワー東はJAL516便のあとのJAL166便との間隔が7nm（約13km）でJAL166便に減速指示をしても両機間隔が詰まる予想をし待機中離陸他機が長距離国際線のため、離陸後着陸JAL166便は離陸他機の後方乱気流の影響を及ぼす可能性を考え、JAL516便のあと、JAL166便との間にみずなぎ1号を離陸させれば後方乱気流の影響なく着陸後続機が着陸できて、みずなぎ1号離陸後、着陸後続機が着陸し、DFが気にしていたみずなぎ1号より離陸速度が速い離陸他機との出発間隔がとれ効率よく運用可能と判断し、JAL516便着陸のあとみずなぎ1号を離陸させることを決めた。
17:44:36 タワー東がDFにJAL516便着陸のあとみずなぎ1号を離陸させることを伝え、DFはタワー東へみずなぎ1号離陸後、出発予定離陸他機ヘの離陸許可の発出を待つよう指示した。
17:44:56 タワー東はJAL516便ヘ周辺離陸機が無く安全確認し、C滑走路34Rヘの着陸許可を発出した。
17:45:10 グラウンド東よりみずなぎ1号の管制の移管を受けて、タワー東はJAL516便着陸後にみずなぎ1号を離陸させ、その後にJAL166便を着陸させようと考えた。
17:45:14 にタワー東はみずなぎ1号へ離陸順位が１番であることを通報するとともに、誘導路C上に4機の出発機がみずなぎ1号の前を走行していたため、最も近い誘導路C5の滑走路停止位置までの走行と停止を、"JA722A, Tokyo TWR, good evening. No.1, taxi to holding point C5" と指示した。
17:45:18 タワー東はみずなぎ1号からの "To holding point C5, JA722A. No.1, Thank you" の復唱をうけて認識に間違いがないことを確認し、同機が誘導路経由でC5へ走行していることを目視した。
17:45:39 グラウンド東よりタワー東へ誘導路C上の更に別の離陸他機が移管され、（離陸順位が）3番であることを通報し、誘導路C1停止位置までのへの走行を指示した。
17:45:55 東京ターミナル管制からタワー東へJAL166便が管制引き渡しされ、タワー東はC滑走路34Rへの進入継続指示とともに、（着陸順位が）2番であること、風向風速、出発離陸他機の存在を通知、160kt（約296km/h）への減速を指示した。
タワー東はこの時点で5機の管制を担当し、みずなぎ1号は誘導路C5へ走行、JAL516便ヘの着陸許可、離陸他機が誘導路C1待機、JAL166便ヘは、みずなぎ1号離陸間隔確保のための減速指示、更に別の離陸他機はD滑走路05離陸機2機の後方
のため自身が想定していたとおりであることを確認した。
17:46:11 に東京ターミナル管制の羽田空港南到着機の管制間隔設定する連絡調整を担当する管制官より約15分後の着陸予定機について、進入機間の間隔短縮の要請があり、地上航空機状況把握出来る空港面監視画面で出発機状況を確認し、同時間出発予定も混雑していて、この要請を断り、着陸進入しているJAL516便に目を移したとき、誘導路C1待機している離陸他機後方でD滑走路05離陸する誘導路C走行機が停止していることに気付き、タワー東は2023年6月10日同空港で発生した旅客機接触損傷、滑走路閉鎖事案を思い出し、誘導路C1待機している離陸他機に対し管制指示を出せるか誘導路C停止D滑走路05離陸機を担当しているグラウンド東の様子をうかがった。
17:47:12 DFからタワー東へ、JAL516便の動向について問い合わせがあったが、タワー東はJAL516便が着陸進入続けているように見え、その意図分からなかった。タワー東はJAL516便の着陸後に直ちにみずなぎ1号を滑走路に入れて離陸させるべくJAL516便の動向を注視していたが、同機の接地直後に火柱が上がった。
この間、DFは、空域監視画面及び空港面を表示する画面を確認しており、JAL516便着陸後に離陸するはずのみずなぎ1号が滑走路に入っている様に見えたこと、JAL516便に対して着陸復航の情報がないことから、17:47:12にタワー東にJAL516便の動向を問い合わせた。
また、滑走路占有監視支援機能がみずなぎ1号とJAL516便の接近について17:46:20に注意喚起を発動し、管制官のモニターにも表示されたが、視覚的な表示のみで音声アラームはなかった。タワー東は、この注意喚起の発動を認識していなかった。尚、当時は滑走路占有監視支援機能が発動したときの対応について規定がなく訓練もされていなかった。

#### JAL516便
管制官の指示に沿って順調に降下し、異状なく主脚が接地し機首を下す直前で衝撃が起きた。CVRには衝突まで障害物に関する特段の発言がなく、機体が滑走路脇に停止後「困ったな...小型機いましたね。」などと発言している。

## 事故後の対応

### 空港関係者
火災を伴う事故を受けて空港の滑走路を18時ごろまでに全て閉鎖、消防車100台以上を出動させて消火活動に当たった。海上保安庁は巡視艇や特殊救難隊を出動させたほか、東京消防庁では総勢115隊が出動している。また、DMATも現地に派遣された。滑走路の閉鎖は21時30分頃に事故のあったC滑走路を除いて解除されている。

### 政府
日本国政府は18時5分、総理大臣官邸危機管理センターに情報連絡室を設置した。事故の一報を受けて内閣総理大臣の岸田文雄は「関係省庁や関係機関と緊密に連携し、被災者の救出・救助活動に全力を挙げること」「早急に被害状況を把握し、国民への適切な情報提供に努めること」を指示した。犠牲者を出した海上保安庁のみずなぎ1号は令和6年能登半島地震の被災地向け支援物資の搬送中であったこと、本事故により殉職した5名の海上保安官に対して岸田文雄総理大臣は「この方々は被災地、被災者のために高い使命感、責任感を持って職務にあたっていた職員で、大変残念なこと」と哀悼の意を表している。

### 警察
警視庁では東京空港警察署に特別捜査本部を設置、捜査一課特殊犯捜査係を中心に業務上過失致死傷容疑を視野に捜査を開始した。現場検証のみならず負傷した一部の乗客への聴取を開始、海上保安官である機長に対しても入院先の病院で聴取を行ったほか、管制官との交信内容などを捜査している。また、殉職した海上保安官5名の遺体を司法解剖し、死因については外部からの強い圧力や衝撃を受けたことによる全身挫滅によるものと明らかにした。

### 運輸行政
事故を受けて国土交通省航空局は運輸安全委員会 (JTSB) に通知を行い、航空局長平岡成哲は事故原因について「JTSBおよび関係機関が調べる」と発表している。調査はJTSBが主体となって実施、JAL機がフランス製であることから製造元のエアバス社とフランス航空事故調査局 (BEA) からもそれぞれ専門チームが派遣され、設計国の一つであるドイツの連邦航空機事故調査局 (BFU) と、ロールス・ロイス社製エンジンの製造国であるイギリスの航空事故調査局 (AAIB) も調査に参加した。海保機はカナダ製であることから、カナダ運輸安全委員会 (TSB) が機体の製造元であるデ・ハビランド・カナダ社とエンジンの製造元であるプラット・アンド・ホイットニー・カナダ社の代表者および技術顧問を率いて調査に加わっている。事故翌日、夜明けを待って本格的な調査を開始。ブラックボックスは6日までに海保機・JAL機共に全て回収された。海保機のコックピットボイスレコーダーはハネウェル製、その他の機器はL3ハリス・テクノロジーズ製と、共にアメリカ製であることから、アメリカ国家運輸安全委員会 (NTSB) も調査に参加する。
また、緊急の安全対策を取りまとめ、次の指示をしたことを9日に発表した。
1. 管制機関及び航空事業者等への基本動作の徹底指示
2. 管制官による監視体制の強化
3. パイロットによる外部監視の徹底、視覚支援
4. 滑走路進入に関するルールの徹底
5. 関係者間のコミュニケーションの強化

それぞれの実施状況は、次の通りである。
1. 1月3日に管制官及び航空事業者等に対して実施。
2. 滑走路への誤進入を常時レーダ監視する要員の配置。羽田空港は1月6日から実施、同レーダ設置の成田国際空港、中部国際空港、大阪国際空港（伊丹空港）、関西国際空港（関空）、福岡空港と軍民共用の那覇空港（那覇基地）について順次対応。
3. 航空事業者等への滑走路進入時及び着陸進入時における外部監視の徹底指示を1月8日に実施。滑走路進入手前の停止位置標識高輝度塗色。羽田空港C滑走路は1月6日実施、羽田空港のその他の滑走路と新千歳空港（千歳基地）、成田国際空港、中部国際空港、伊丹空港、関空、福岡空港、那覇空港について順次実施。
4. 滑走路進入に関する管制用語を Cleared for take-off（離陸を許可する）、Cross runway（滑走路横断支障なし）、Line up and wait（滑走路に入って待機せよ）、Taxi via runway（滑走路を地上走行せよ）、Backtrack runway（滑走路を離着陸方向と反対に地上走行せよ）のみとし、許可や指示を受けた場合は確実に復唱し、疑義が生じた場合は管制官に確認するよう1月8日に周知徹底を実施済み。航空機の離陸順序を示す「No.1」「No.2」などの情報提供を当面停止。羽田について1月8日から実施、以降、全空港で順次実施。滑走路周辺の走行に関する要注意事項の航空事業者等への周知徹底。これらは羽田空港については1月中実施予定。新千歳空港、成田国際空港、中部国際空港、伊丹空港、関空、福岡空港、那覇空港について順次実施予定。
5. 管制官とパイロットの交信に関する緊急会議の開催。羽田空港については1月中実施予定。新千歳空港、成田国際空港、中部国際空港、伊丹空港、関空、福岡空港、那覇空港について順次実施予定。

一方で「ナンバー1」等の情報がないと順番待ちする各機運航乗務員らと管制官の間で離陸順を巡り認識の齟齬が生じるリスクが指摘されている。
1月30日、運航乗務員と管制官の意見交換会を羽田空港で緊急に開催し合わせて40人が参加した。当面「ナンバー1」等の情報が伝えられないことについて運航乗務員側から順番の情報は有益だとする意見があった。今後も全国で開催する。
2月6日、国土交通省の職員らで結成している国土交通労働組合は安全体制を強化するために航空管制官の大幅な増員などを求める声明を発表した。

### 運行会社
日本航空は乗客に対し、見舞金および預け荷物弁済金として各10万円を支払い、それ以上の高価な荷物を預けていた場合は個別に対応すると伝えていたことが明らかとなった。
事故の影響で遅延が生じた全日空では、事故翌日の羽田着の便が遅延した乗客に対して飲食代2千円を手渡す対応があったという。

### 立法
事故を受けて国会では、旅客機のパイロットに義務付けられているコミュニケーション能力向上のための訓練（クルー・リソース・マネジメント）を、自家用機や海上保安庁など、繁忙空港を離着陸するすべてのパイロットにも拡大する改正航空法が第217回国会・衆議院及び参議院国土交通委員会にて審議され、2025年5月30日の参議院本会議で可決・成立した。

## 影響・反応
この事故を巡り、広範囲に影響が及び、また各企業・組織が対応をとった。

### 航空便への影響

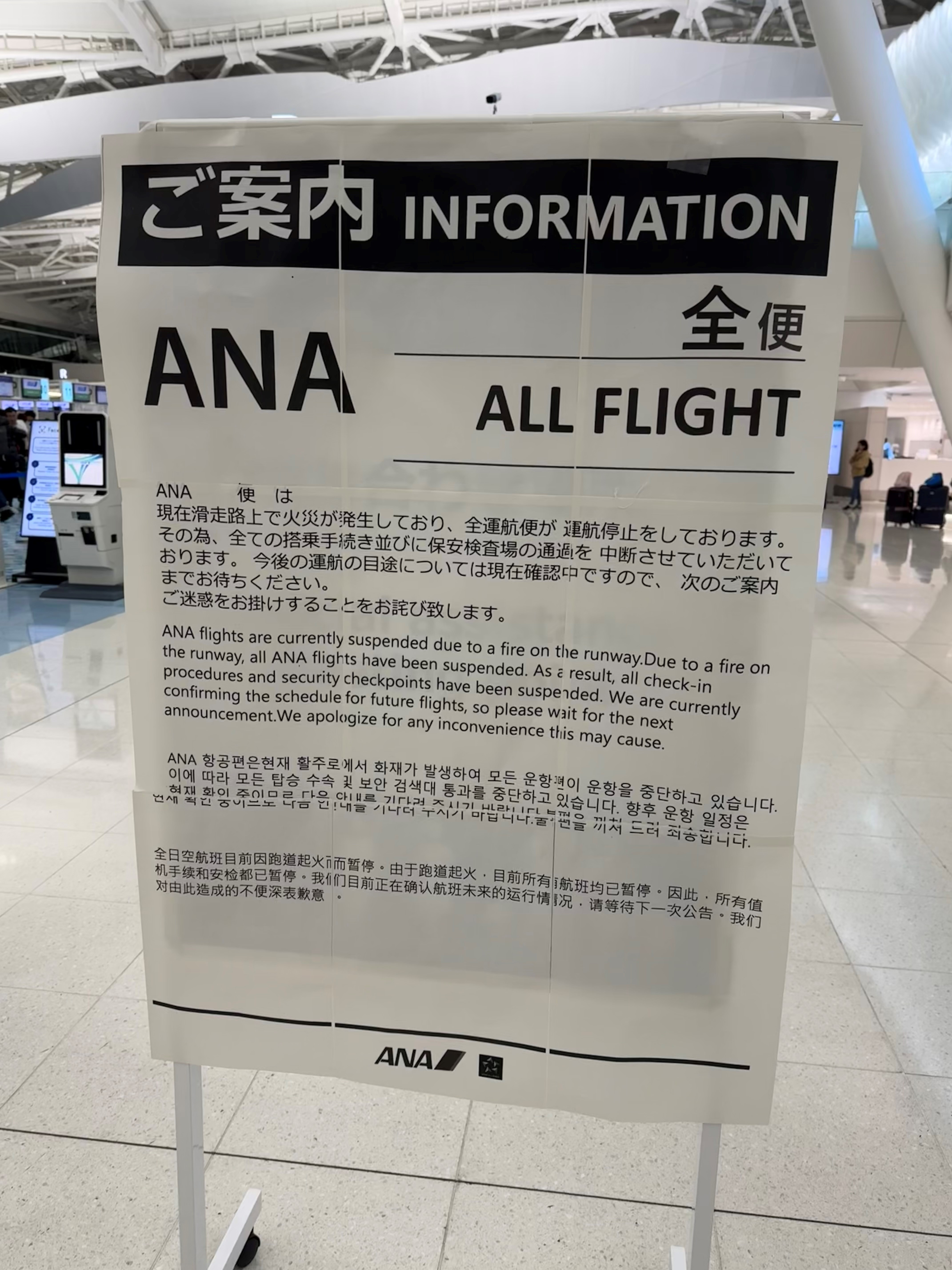
事故により全便が運行停止となった全日空 (ANA) のお知らせ看板（羽田空港第2ターミナル）

事故発生後、21時半まで全滑走路が閉鎖され、羽田に着陸予定だった便の一部がダイバートとなり、成田国際空港（成田空港）に23便（国内線9便、国際線14便）、茨城空港に2便、中部国際空港（中部空港）に13便（国内線12便、国際線1便）がそれぞれ着陸した。
なお、事故を起こしたJAL516便の次に着陸を予定していた秋田空港発羽田空港行きのJAL166便（B738／B737-800）は、ダイバートの上22分遅れで成田国際空港に到着した。
JALは事故後に羽田から出発する便全便が欠航となった。ANAも羽田を出発する一部路線の欠航を決定した。
当日21時半以降も羽田空港最長のC滑走路は事故処理および検証、残骸の撤去作業と滑走路や設備損傷確認のため7日まで閉鎖となった。その間の滑走路運用は冬場の北風優勢運用のため、実質A滑走路着陸とD滑走路離陸の2本運用となり、最長のC滑走路が利用できなくなったことから、長距離国際線においては必要量の燃料を搭載して離陸できず、羽田出発後に給油のため成田空港や中部空港にテクニカルランディングする便も発生した。
また、JAL機が滑走路脇にあるC滑走路16L側の進入角指示灯を損傷したため復旧するまで1ヶ月の間、C滑走路は南風運用時に使用される都心上空ルートが運用不可能になると見込まれ、千葉上空飛行頻度が増す可能性があり、千葉県はこれを容認しつつ、早期復旧と夜間上空飛行を避け東京湾上空を飛行するよう申し入れていた。その後、悪天候での南風運用時使用していた計器着陸装置が損傷無く使えることが確認されたため、8日から進入角指示灯復旧までは計器着陸装置を使用した進入角の浅い(進入角指示灯進入角3.25°>計器着陸装置進入角3°)悪天時の都心上空ルートで運用する。その後復旧作業が行われ、1月20日6時30分から供用が再開された。
羽田空港の運用制限中は羽田発着路線を中心に大幅な欠航や遅延が発生していることから、JALやANAでは成田空港と国内各地を結ぶ臨時便を設定した。1月8日零時よりC滑走路は運用を再開し、ほぼ平常通りに戻ったが、JALは事故後の大規模な遅延対応や事故処理対応などが長引き、9日まで一部の便が欠航していた。
ジェットスター・ジャパンでは7日まで一部の職員がストライキを継続する予定だったが、前日の震災を受けて2日以降のストライキを中止し、羽田の事故を受けて労働組合が従業員に業務へ協力するよう要請した。

### 他交通機関の対応
この事故は年末年始に起きたため、Uターンラッシュのピークを直撃した。このため、交通各社では以下の対応が行われた。各鉄道会社でも新幹線など臨時便を多数運行して対応している。
JR東海は本事故に伴う首都圏と関西圏の混雑を懸念し、2日の21時40分以降に東京駅・新大阪駅を発車する東海道新幹線「のぞみ」1往復を臨時で増便した。新幹線（ミニ新幹線区間を除く）は騒音規制により、通常は日付を跨いだ24時台以降に運行するダイヤを設定していないが、臨時便は例外的に終着駅到着時刻が24時を越えたダイヤとなった。到着時には首都圏と関西圏の鉄道各線が既に終電を迎えていることを考慮して、東京駅と新大阪駅では翌朝まで列車ホテルも用意された。翌3日以降も東京駅始発の「のぞみ」を増便した。この時「のぞみ」は3大ピーク期対応のため全列車とも全車指定席としていたが、増便分については普通車は全車自由席、グリーン車については自由席特急券を購入の上で乗車し、車内で車掌がグリーン券を発売する対応をとった。またJR北海道・JR東日本も札幌駅からの臨時特急と、新函館北斗駅で臨時特急から接続する東京行き東北・北海道新幹線「はやて（全席自由席、グリーン車・グランクラス非営業）」を各1本増便したほか、JR西日本・JR東日本も北陸新幹線で金沢駅発東京駅行きの「はくたか（全席自由席、グリーン車・グランクラス非営業）」を1本増便した。
成田空港に連絡する路線を持つ京成電鉄は本事故に伴う同空港へのダイバートや混雑を懸念し、2日の25時台に成田空港駅から成田スカイアクセス線経由で京成上野駅へ向かうアクセス特急を臨時に増発した。JR東日本も同様の理由により、成田線空港支線の5368F・成田空港駅始発千葉行き最終列車の発車時刻を遅らせる対応を取った。
関東鉄道も茨城空港へのダイバートによる乗客対応のため、JR常磐線石岡駅までの臨時バスを運行した。名古屋鉄道でも同様に中部国際空港へのダイバートによる乗客対応のため、臨時列車が運行された。
羽田空港に連絡する路線を持つ京浜急行電鉄は滑走路の一部閉鎖による到着便遅延が見込まれるため、4日～8日の通常の終電後に羽田空港から品川駅へ向かう特急をはじめ臨時列車を数本増発し、東京モノレールも4日と5日の通常の終電後に羽田空港から浜松町駅へ向かう空港快速を臨時に2本増発した。
2月27日に国土交通省関東運輸局は事故に対応して臨時の列車やバスの増便やタクシーの配車の増加にあたった交通各社に対して感謝状を贈った。

### 事故時の代替交通手段を巡る論評
TBSテレビ系列で、愛媛県を放送対象地域とするあいテレビの記者は、空路に依存する高速交通網の脆弱性と新幹線による冗長化の有用性を指摘している。同社のニュースサイトで2024年1月8日に掲載された記事では、2024年1月3日に稚内空港から羽田空港で飛行機を乗り継いで松山市に戻ろうした際、この事故の影響により羽田空港到着が遅れ、松山空港行きの便が欠航となったため、翌4日朝の便に振り替えるもそれも欠航となり、新幹線「のぞみ」と特急「しおかぜ」の乗り継ぎで品川駅から約7時間かけて松山に戻ったことを記した。記者は四国新幹線の構想について、新幹線であれば松山から新大阪までおよそ1時間半、リニア中央新幹線との乗り継ぎで東京も3時間圏内になるという事に触れ、四国新幹線があれば重宝する人も少なくないと感じたと記している。

### 郵便・物流への影響
日本郵便と佐川急便は、事故の影響で羽田空港の発着便が欠航したことにより、郵便物や宅配便の配達に遅延が生じていることを明らかにした。なお、事故機に郵便や航空貨物の搭載はなかった。

### 放送の対応
NHKは前日発生した能登半島地震に伴い災害対策基本法第2条第6号及び気象業務法第15条第6項に基づく非常報道体制が敷かれていたところ、17時58分に羽田空港で火災が生じていることを中継映像とともに報じ、以後、能登半島地震関連の情報と、羽田空港の衝突事故について随時報道した。
一部の民放テレビ局ではゴールデンタイムに放送していた正月特別番組を中断した上で事故に関する臨時ニュースを挿入した。その内の一局であるテレビ朝日は当時放送中だった『夢対決2024 とんねるずのスポーツ王は俺だ!!』を一時中断したことにより、中断前に放送されていた番組内容の一部が一部地域では最後まで放送されなかった。その後、1月6日の日中帯に「完全版」として放送された。
また、事故を受けて、JALは各放送局へのコマーシャルメッセージ（CM）の出稿を1月22日まで停止したため、同社が提供している『ジェットストリーム』（TOKYO FM制作）を始めとする各番組内のCMはACジャパンに差し替えられた。

### 損害額と業績への影響
本事故で全損したJA13XJについて、JALは1月4日、損害額は約150億円を見込んでいると発表した。JALは航空保険が適応される見込みであるとしており、2024年3月期連結業績への影響を精査するとしている。また、ロイター通信は業界関係者の話として、JA13XJに関する保険契約は米保険大手AIGを幹事保険会社とする「全危険負担」で、保険金額は1億3000万ドル（1ドル143円換算で約186億円）であること、契約に際してはウィリス・タワーズ・ワトソンが主要な仲介会社を務めたことを報じている。
1月4日、2024年最初の取引となった東京証券取引所では事故に伴う相次ぐ欠航などがJALの業績を下押しすると懸念されたため、JALの株価は前年末（2023年12月29日）終値と比べて一時69円 (2.5%) 安となった。しかし、前述の通り、機体の損害が航空保険で補填されることが明らかになったほか、乗客乗員が全員脱出したことが評価され、JALの株式を買い戻す動きも見られたため、同日終値は21円5銭 (0.8%) 高の2796円5銭となった。
2月2日、JALは同日開いた決算会見の中で事故に伴う羽田空港C滑走路閉鎖に伴う減収が約20億円生じる見込みであることを明らかにした。なお、業績への影響は限定的としており、2023年度の純利益予想なども据え置いている。

### JAL側の事故機の代替機
本事故で全損となったJAL機のJA13XJは同年1月19日に登録が抹消され、以降JALは当該機の埋め合わせをする形で国際線用のボーイング777-300ERを国内線に投入する繋ぎ運用を続けている。事故から2ヶ月後の3月21日に、全損補填分となる1機の国内線用エアバスA350を発注した。2025年度後半の納入を予定している。

### 海上保安庁への影響
事故の影響を受けて、海上保安庁は心のケアや安全体制の再確認などを行うため、当面の間羽田航空基地の運用を停止することが1月11日に報じられた。運用再開までの間は近隣の航空基地が代替で担当するほか、無人航空機シーガーディアンも活用することで対応するとされていたが同年2月にはジェット機とヘリの飛行が確認され、同年4月には事故同型機の飛行が確認されている。
1月30日に第三管区海上保安本部は定例会見を開き、その中で事故を起こしたことに対するお詫びと、遺族のケアを万全に行っていること、職員のメンタルヘルス対策をとっていること、安全対策を強化していることを述べた。

#### 殉職者の公葬・追悼
3月2日に海上保安庁は東京都大田区で海上保安本部葬を執り行い、殉職した5人を追悼した。また、18時ごろに空港の現場付近で遺族や関係者が献花を行った。この公葬には遺族や同僚ら約300人が参列し、事故の再発防止を願う遺族のメッセージが公表された。

### ペットの救出問題
JALやスターフライヤー、ANAなどは従前よりペット同行サービスを提供しており、本事故において当初、ペットの預かりはないとされていたが、後に広報からペットに関して2件の預かりがあったことが公表された。前述の通り2匹とも救出できずに、日本航空から謝罪の声明が出された。
しかし、以前からJALやANAによるサービスにおいてはペットは貨物扱いで、給水が認められずに貨物室の高温に晒された犬が熱中症によって犠牲となり、それを口止めしようとしていたことが公になったケースを筆頭に、ペットが死亡する事例が年々増えていることが問題視されていた。こうした背景もあり、この航空会社の対応について意見が著名人やSNSを中心に続出し賛否が分かれた。また、ペットの客室同伴搭乗を求める署名が始まって2日で1.6万を超えるなど多くの反応が集まっている。
これらの議論においてはしばしば「ペットの客室同伴」と「事故時のペット救出」を混同し、客室同伴することで事故時にペットを救出できることを前提にしている。
しかし、国土交通省航空局は客室同伴の条件について、
1. ペットがケージの中にいること
2. 大型の手荷物と同等の条件であること

と定めており、また手荷物は緊急脱出時に機内に残さねばならないので、日本においては、この規定が変わらない限りペットは置き去りにしなければならず、客室同伴しても救出が可能にはならない。
既に2022年3月から国内の一部路線において、ペットの客室同伴サービス「FLY WITH PET!」を行っているスターフライヤーでは、「緊急脱出が必要になった際は、客室内に持ち込んだペットは機内に置いて脱出しなければならない」旨を、公式ホームページの当該サービス紹介ページ及び同ページにある「ぺットを機内に持ち込む際の遵守事項（以下遵守事項）」に記載している他、「ペットの機内持込に関する同意書兼申込書」には遵守事項に記載されている各項目を理解し同意する旨の記述がなされている。2024年1月15日からは同サービスを国内全路線に拡大したが、国土交通省からの指針に従う形で引き続き緊急時のペット持ち出し禁止を継続している。外国ではエールフランスがペットの客室持ち込みを許可しているが、緊急時には手荷物として扱い、機内に置いて脱出しなければいけないのに変わりはない。
なお、身体障害者補助犬については、身体障害者補助犬法第8条の定めにより機内への同伴が認められており、緊急時には状況が許せば脱出させることができる。

### 全員脱出に対する評価
本事故ではJAL機の乗員乗客379人全員が脱出に成功しており、CNNをはじめとする海外メディアは「奇跡」、また客室乗務員の冷静な判断や、乗客が手荷物を持たずに脱出したことから、「お手本のような対応」と報じた。特にCNNは1985年のJAL123便事故を機に講じた徹底した安全対策や教育訓練の賜物と報じ、「8.12連絡会」事務局長・美谷島邦子も『毎日新聞』の取材を通じて同様の見解を示した。
この結果に対し、日本のインターネットではJALの対応に驚きと称賛の声が上がっており、X(旧ツイッター)では、「#ありがとうJAL」がトレンド入りした。
また、JAL社長の赤坂祐二も「乗員は本当に普段の訓練の成果をしっかりあげてくれた。もしかしたら訓練以上の結果が出せたのではないか。そして何よりも、お客様のご理解があってこそこのような結果が成し得たと心から思う」と乗客乗員に感謝・感嘆の意を述べたほか、ANAホールディングス社長の芝田浩二も「本当にプロフェッショナルな働きだなと思っている」と評価した。
なお、搭乗していた客室乗務員（CA）9人のうち半数が2023年4月入社の新人であった。教育を受けたばかりの乗務員が多く訓練の成果を忠実に活かせたこと、また、乗客が落ち着いて乗務員の指示に従って行動したことも全員脱出に寄与したと指摘されている。
反面、本事故では事故発生から脱出開始までに最低でも6分、全員脱出までに18分が経過している。航空評論家で元JAL機長の杉江弘は「時間がかかり過ぎている印象を受けた」と指摘している。しかし、その後に行われた国の運輸安全委員会による調査で脱出は衝突18分後ではなく11分後に全て完了していたことが判明している。

#### JALの機内安全ビデオに対する評価
「乗客・乗員 奇跡の全員脱出」が達成された要因として、事故機の素材、乗務員の迅速かつ適切な行動、乗客の理解、近くの地上スタッフの活躍など多数挙げられる他、JALがエアバスA350や、国内線用ボーイング787の導入に合わせて刷新していた機内安全ビデオが、本事故での脱出成功によって注目を浴びることとなった。
近年ではエールフランスのように自国の観光地を案内したり、日本でも全日本空輸（ANA）などのように芸能・スポーツ・アニメキャラなどと合わせて設備を紹介するなどの「乗客に案内をより注視してもらうためのユニークな安全ビデオ」を導入する同業他社も増えているが、JALでは123便事故以来の徹底した安全対策の観点から、そのようなユニークさをあえて取り入れず、旧来の率直な内容を保守しつつ改善したCGアニメーション形式とした。
JALでは2016年に新千歳空港でエンジン出火事故を起こした際、客室乗務員の指示に反して乗客が荷物を持って脱出しようとしたことで乗務員が荷物を取り上げるなどの手間を要して脱出に時間を要し、また、避難援助をすることができず、また3人の負傷者を出したことがあったことから、事故以降JALは旧安全ビデオに手荷物の持ち出し禁止や乗客へのスライド下での脱出援助の要請などの内容を盛り込んだ。その3年後に作られた新ビデオでは場面ごとにBGMを変えたり、また、「脱出時に、荷物は持たないでください！」("Leave your baggage when you evacuate!") と緊急脱出時に手荷物の持ち出しをより強い口調で禁じる場面があり、それによって生じるリスクも視覚的に解説するなど徹底した危険性の周知を行っている。
2016年のインシデントから8年経って発生した本事故では、機体が全焼する大事故にも関わらず搭乗していた乗客乗員全員が生還できた。航空ライターのJTジェンターは、「脱出成功の理由の一つとして、このビデオの緊急避難に関する丁寧な説明があったからなのでは」とこの安全ビデオを高く評価している。

#### カンタス航空の機内安全ビデオに対する批判
本事故から約4週間後の2024年1月26日、オーストラリアのカンタス航空が機内安全ビデオを刷新した。しかし、新しく作られたビデオには「マーケティングツール化している」との非難が殺到。マーケティングやエンターテインメントの要素を一切取り入れなかったJAL機のビデオとの比較がされたことが批判の要因となったとみられている。なお、事故を起こしたJAL機にはオーストラリア人の乗客も搭乗していたため、オーストラリアでは報道で大きく取り上げられた。

### 事故後の機内安全ビデオの刷新
前述の通り、カンタス航空のビデオには批判が集まっていたが、7月7日に、ドバイのエミレーツ航空が機内安全ビデオを刷新。本ビデオは、マーケティング要素を取り入れず、安全を強く意識したビデオとなっており、多くの利用者が好意的な反応を見せた。

### 事故対応に対する反応
日本の民間航空従事者の団体である航空安全推進連絡会議 (JFAS) は1月3日に声明を発表し、報道関係者やSNS利用者に対し、発信する情報について憶測や想像を排除し正確な情報のみを取り扱うよう求めた。また航空事故について警視庁が業務上過失致死傷罪の適用を視野に捜査を行う旨を表明し、運輸安全委員会の調査結果を捜査や裁判の証拠として採用し関係者を刑事裁判で処罰することは、日本が批准する国際民間航空条約（シカゴ条約）で関係者の免責を前提に憂いなく証言や調査への協力を得て原因を深く追求し事故防止に活かす方針から逸脱する行為であるとして是正を求め、刑事捜査より事故原因の調査を優先することを強く要請した。
また日本の航空乗員労働組合の連合体である日本乗員組合連絡会議 (ALPA Japan) も声明を発表し、国際民間航空条約第13附属書に則り、再発防止を目的とする事故調査を罪や責任を課す刑事捜査などの司法行政手続きと分離することや、情報発信は確認された事実のみにとどめ、安易な発信を厳に慎むよう求めた。

### 財団による表彰
7月11日、JALは2002年に設立された、民間航空の安全性向上に取り組む非営利国際組織「フライト・セーフティー財団」より、今年の「リチャード・クレーン賞」を受賞した。
1985年8月に発生したJAL123便事故以降の継続的な安全推進や、本事故でのJAL側の死者0、組織的な学習と作業手順の厳格な遵守に基づいた永続的な安全文化が評価され、各国から多くの推薦を得ての受賞となった。
なおこの賞を日本の企業、団体が受賞するのは初めて。2004年に米国・コンチネンタル航空、2007年に台湾・エバー航空が受賞。JALは3社目の受賞航空会社となった。

### SNSにおける偽情報の拡散
NHKによるインプレゾンビの分析で、X（旧Twitter）においてインプレッション数（閲覧数）に伴う収益を目的とした偽情報が海外のアカウントから多数投稿され、今回の事故に関する偽情報が少なくとも70件あり、250万回以上閲覧されていたことが明らかになった。
他にも、「事故はフェイク映像だ」といった偽情報を広めるアカウントが見られた。やはり動機はインプレッション数ではないかと指摘されている。

## 類似の事故
滑走路上での衝突事故や、航空機火災で脱出した事例、類似のインシデントを挙げる。

### 滑走路上で衝突した事故
大型機と小型機や車両等が滑走路上で衝突した事故として以下の様なものがある。また報道では以前の衝突事故の事例としてテネリフェ空港ジャンボ機衝突事故を挙げている。
- 全日空小牧空港衝突事故：1960年3月16日、官民共用空港において着陸した全日本空輸のダグラス DC-3が滑走路から離脱したことを確認せずに管制官が航空自衛隊のF-86Dに離陸を許可したため、離陸滑走したF-86Dと、まだ滑走路上をタキシング中だったDC-3が衝突した。旅客機の乗員乗客33人中3人が死亡し、自衛隊機は炎上したものの乗員は救出された。
- テネリフェ空港ジャンボ機衝突事故：1977年3月27日、濃霧の中で離陸滑走を開始したKLMオランダ航空のボーイング747-200が、滑走路経由で離陸位置へタキシング中のパンアメリカン航空のボーイング747-100に衝突した。両機の乗員乗客644人のうち583人が死亡し、この死者数は2024年現在でも民間航空史上最悪のものである。KLMオランダ航空機が出発に際して飛行計画[注 14]を確認する中で管制官が使用した"take-off"の語を以て離陸許可を得たと錯誤したとみられる。
- ロサンゼルス国際空港地上衝突事故：1991年2月1日、管制のミスで滑走路上でスカイウェスト航空のメトロライナー機を離陸待機させていたところにUSエアーのボーイング737-300を着陸させてしまい、両機が衝突した。小型機の搭乗者12人全員と旅客機の搭乗者のうち22人が死亡した。「着陸する大型機と離陸待機中の小型機の衝突」という点で、本事故と状況が類似している。
- リナーテ空港事故：2001年10月8日、濃霧の中でセスナ機がエプロンへタキシングする途中で誘導路から誤って滑走路の途中に出てしまい、離陸滑走中だったスカンジナビア航空のMcDonell Douglas MD-80と衝突した。小型機はその場で大破炎上、旅客機も数秒飛行した後に空港の手荷物管理棟へ衝突して爆発炎上し、両機の搭乗者114人全員と手荷物管理棟にいた地上職員4人が巻き込まれて死亡した。
- LATAM ペルー2213便離陸失敗事故：2022年11月18日、離陸滑走中だったLATAM ペルーのエアバスA320neoの前途を、許可なく滑走路に進入した消防車が横切って衝突した。消防車に乗っていた消防士3人が死亡したものの、旅客機の搭乗者108人は全員脱出した。なお、本事故はA320neoシリーズにおける初の機体全損事故である。

### 火災が発生し乗客が脱出した事故
離着陸に際して火災が発生し乗客が脱出した事故として以下の事例がある。
- エア・カナダ797便火災事故：1983年6月2日、飛行中のMcDonnell Douglas DC-9で火災が発生し緊急着陸して脱出したが、非常脱出口の一部が開かず乗員乗客46人中乗客23人が死亡した。
- パシフィック・ウエスタン航空501便火災事故：1984年3月22日、ボーイング737-200が離陸滑走中に左エンジンが破損し飛散した破片が燃料タンクを突き破って出火した。直ちに離陸を中止し誘導路に移動して搭乗者119人が全員脱出した。
- ブリティッシュ・エアツアーズ28M便火災事故：1985年8月22日、ボーイング737-200が離陸滑走中に左エンジンが破損し飛散した破片が燃料タンクを突き破って出火した。直ちに離陸を中止し誘導路に移動したが、火元を風上に向けて停止したため火の回りが早く、また乗客がパニックを起こして脱出が滞り乗員乗客137人中55人が死亡した。
- 日本エアシステム451便着陸失敗事故：1993年4月18日、マクドネル・ダグラス DC-9が着陸時にウインドシアによるハードランディングで機体は炎上したが、乗員乗客77人全員が脱出に成功した。
- 福岡空港ガルーダ航空機離陸事故：1996年6月13日、マクドネル・ダグラス DC-10が離陸滑走中ローテーションを開始した直後に右翼第3エンジンが故障。機長は離陸中止を決断し実行したが、機体は数フィート浮上しており、滑走路内で止まりきれずにオーバーランし滑走路端の緑地帯で擱座。この際の衝撃で右翼のランディング・ギア（着陸装置）が燃料タンクを貫通したために炎上した。この事故で乗員乗客275人のうち3人が死亡した。
- エールフランス358便事故：2005年8月2日、エアバスA340が悪天候の中の着陸で接地位置を誤りオーバーランして機体が大破・炎上したが、搭乗者309人は全て脱出しメディアで「トロントの奇跡」と取り上げられた。しかし、乗客の多くが手荷物を持って脱出しており、迅速な脱出の支障となっていたことが判明している。この行為は脱出スライドの破損をも招きかねないとして問題視された[191]。
- チャイナエアライン120便炎上事故：2007年8月20日、ボーイング737-800が那覇空港に着陸後、エプロンへのタキシング中に燃料タンクが破損して燃料が漏出・発火した。機体は全焼したが、乗客たちの迅速な脱出により、搭乗者165人全員が脱出に成功した。
- アシアナ航空214便着陸失敗事故：2013年7月6日、ボーイング777-200ERが着陸に失敗し、大破・炎上した。乗員乗客307人のうち3人の乗客が死亡した。死者のうち2人はシートベルトをしておらず破孔から機外に放り出されていた。
- アメリカン航空383便エンジン故障事故：2016年10月28日、ボーイング767-300ERが離陸滑走中に右エンジンが破損し飛散した破片が燃料タンクを突き破って出火した。直ちに離陸を中止して滑走路上で停止し、搭乗者170人全員が脱出した。
- アエロフロート1492便炎上事故：2019年5月5日、スホーイ・スーパージェット100が緊急着陸に失敗して機体の後方から出火・炎上し、乗員乗客78人中41人が死亡した。前方乗客が手荷物を取り出したことが避難の妨げとなり後方乗客の脱出が遅れたのが死者を出した原因と指摘されている。

### 類似の事故・インシデント
大事には至らなかったものの、NHKが運輸安全委員会の調査報告書を調べたところ、誤進入に関するインシデントはこの10年で23件あり、その9割は目視で誤りに気付いて事故を回避している。